# Jordan Pierre-Gilles
Jordan Pierre-Gilles (ur. 24 maja 1998 w Sherbrooke) – kanadyjski łyżwiarz szybki specjalizujący się w short tracku, mistrz olimpijski z Pekinu 2022.
Mieszka w Montrealu. W Pucharze Świata zadebiutował w sezonie 2019/2020. Pierwszym turniejem międzynarodowym, w którym wziął udział, były  Mistrzostwa Świata 2021.

## Wyniki

### Igrzyska olimpijskie
| Rok  | Gospodarz | 500 m | 1000 m | sztafeta mężczyzn | sztafeta mieszana |
| ---- | --------- | ----- | ------ | ----------------- | ----------------- |
| 2022 | Pekin     | 18    | 16     | złoto             | 6                 |

### Mistrzostwa świata
| Rok  | Gospodarz | sztafeta |
| ---- | --------- | -------- |
| 2021 | Dordrecht | 5        |